# Kapitelbok
En kapitelbok  är en berättelsebok avsedd för mellanläsare, i allmänhet 7–10 år. Till skillnad från bilderböcker för nybörjare, berättar en kapitelbok historien främst genom prosa, snarare än bilder, och till skillnad från böcker för avancerade läsare innehåller kapitelböcker rikligt med illustrationer.